# الاوطاس (شرس)

تعديل مصدري - تعديل

الاوطاس هي إحدى قرى عزلة بيت قدم بمديرية شرس التابعة لمحافظة حجة، بلغ تعداد سكانها 87 نسمة حسب تعداد اليمن لعام 2004.